# Encoma maentora
Encoma maentora är en fjärilsart som beskrevs av Louis Beethoven Prout. Encoma maentora ingår i släktet Encoma och familjen mätare. Inga underarter finns listade i Catalogue of Life.